# رودنويس بروليكوس
رودنويس بروليكوس (الاسم العلمي: Rhodnius prolixus) ناقل الترياتوميني الرئيسي لطفيلي شاغاس بسبب كل من سكانه الأفارقة والمحليين في شمال أمريكا الجنوبية بالإضافة إلى سكانها المحليين الحصريين في أمريكا الوسطى. ويحتوي على مجموعة واسعة من الأنظمة البيئية، بشكل رئيسي السافانا والسفوح مع ارتفاع يتراوح بين 500 متر إلى 1500 متر (1600 قدم إلى 4700 قدم) فوق مستوى سطح البحر ودرجات حرارة تتراوح بين 16 درجة مئوية إلى 28 درجة مئوية (61 درجة فهرنهايت إلى 82 درجة فهرنهايت). ترتبط بروليكوس الحرجية، كما هو الحال مع جميع أنواع الرودنويس، بشكل أساسي بموائل شجرة النخيل، ولها مجموعة كبيرة من المضيفين بما في ذلك الطيور والقوارض والجرابيز والكسلان والزواحف.
تم استخدام الحشرة بواسطة السير فنسنت ويغلزورث للكشف عن هرمونات الحشرات. وقد تورط في نقل الترانسبوزن بينه وبين بعض مضيفاته الفقارية، قرود سنجاب وأوبوسومس.
يعرف عن رودنيوس برليكسس أيضاً بخلل التقبيل لأنه يميل إلى التغذية على المنطقة المحيطة بأفواه الضحايا.

## دورة الحياة
الحشرة لديها خمس مراحل اليرقات، مع التشبع بين كل منهما. وتستهلك كل مرحلة من مراحل اليرقات وجبة دم كبيرة واحدة، مما يؤدي إلى بدء عملية التقشير، بعد 12 إلى 15 يومًا. أظهر ويغلسوورث أن عملية التشبع تبدأ من هرمون يفرز في الدم بواسطة غدة في الدماغ. علاوة على ذلك، تم إثبات أن الكالفا الاتا يفرز هرمون حدث الشباب الذي يمنع التطور سابق لأوانه إلى بالغ. ويؤدي إزالة الرأس خلال أي مرحلة من مراحل اليرقات إلى تطور مبكر إلى شخص بالغ، في حين أن زرع رأس الأحداث خلال المرحلة اليرقية الخامسة يؤدي إلى يرقة عملاقة سادسة المرحلة.

## كناقل للمرض
داء شاغاس سببه الطفيلية المثقبية الكروزية. تحدث العدوى بمرض شاغاس بعد أن يقوم رودنويس بروليكوس بإطلاق الأوليات في البراز بعد تناول وجبة الدم مباشرة. يدخل الطفيلي الضحية من خلال جرح العضة بعد أن يلدغ المضيف البشري. وقد تحدث العدوى أيضا عن طريق نقل الدم وتناول الطعام الملوث بفضلات براز الحشرات.

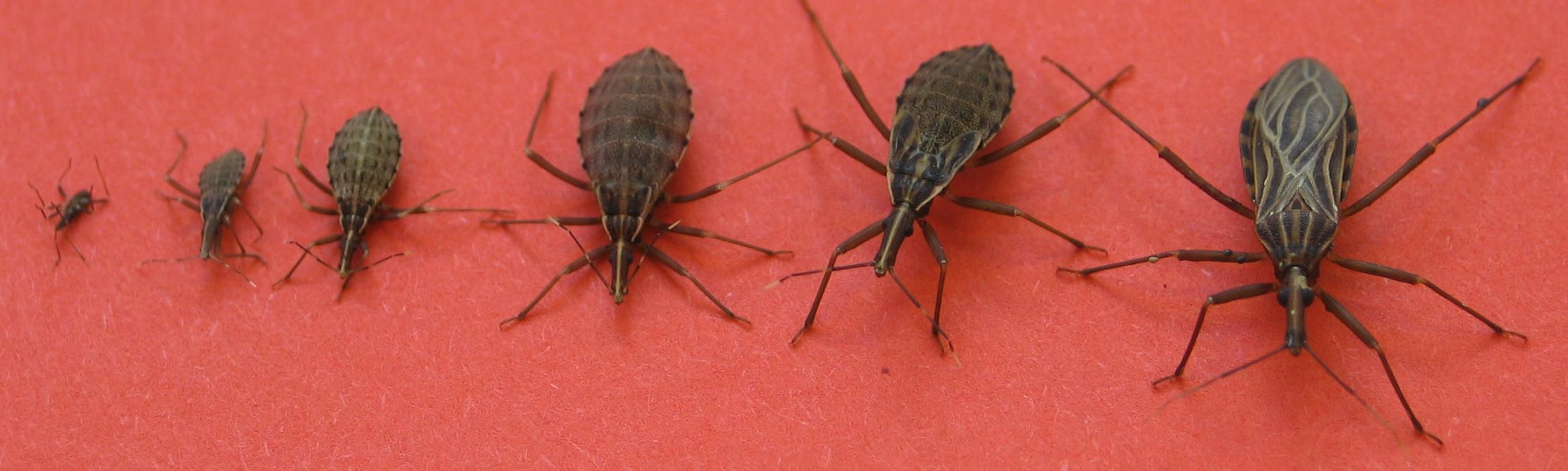
رودنويس بروليكوس - (يظهر مدى مراحل الحورية حتى البلوغ)

## روابط خارجية
- VectorBase's genomic resource for Rhodnius prolixus
- Rhodnius prolixus from Animal Diversity Web
- General description of Rhodnius prolixus, including blood feeding and sylvatic compounds, from the University of Arizona نسخة محفوظة 5 مارس 2016 على موقع واي باك مشين.
- Kissing bugs with bite from the Journal of Young Investigators
- Genome sequencing project at Washington University